# 邢安民
邢安民（1924年11月—2018年2月27日），直隶束鹿（今河北辛集）人，中华人民共和国政治人物，甘肃省人大常委会原副主任。

## 生平
1924年11月出生于直隶省束鹿县。1940年2月参加革命工作，同年加入中国共产党。1950年后，历任中共天津地委组织部副部长、安次县委书记、武清县委书记、天津地委副书记。1966年8月，任内蒙古自治区呼伦贝尔盟党委副书记。文化大革命期间受到冲击。1967年11月，任天津地区革委会副主任、地委副书记。1972年4月，任河北省委常委、秘书长。1982年2月，任甘肃省委常委、省委工交部部长、省经委主任。1983年5月至1993年1月，任甘肃省人大常委会副主任。1997年11月离休。2018年2月27日22时12分在兰州逝世。